# Miren Guillo Arakistain
Miren Guillo Arakistain   (Elgoibar, 1983) és una antropòloga feminista basca i professora de la Universitat del País Basc. Ha investigat la normativitat menstrual i la política de festes des d'una perspectiva de gènere. És membre de l'organització abertzale Bilgune Feminista.

## Pensament
Guillo ha investigat la política de la menstruació i les relacions de gènere des d'una dimensió corporal. A més d'analitzar els principals significats biomèdics i culturals de la menstruació, ha analitzat les polítiques i cultures alternatives que hi responen, és a dir, aquelles accions corporals que desafien la visió hegemònica i cerquen noves representacions i imatges alternatives. També ha examinat els debats feministes, les configuracions i les relacions de gènere que tenen lloc en aquestes propostes i contextos, prenent les experiències i pràctiques de les persones investigadores com a punt de partida del procés etnogràfic profund. D'altra banda, ha observat la importància de les relacions i els afectes en aquests processos, la socialització per al canvi i les formes col·lectives de creació de coneixement, i ha teixit el context científic d'aquesta anàlisi, en particular, a través de la teoria social del cos, l'antropologia mèdica i la teoria feminista. En la seva tesi, centrada en el cos, va entrevistar 36 persones en profunditat i en diferents moments, i va fer treballs d'observació participant en diverses activitats:
| «              | En una societat on la menstruació és una cosa per amagar, utilitzar la sang visualment és infringir una regla. | » |
| — Miren Guillo | |   |

Al remat, ha analitzat les claus per a fer festivals i festes no violentes que posen el plaer de tothom al centre de la realitat:
| « | Els partits, d'una banda, existeixen per mantenir l'ordre social: sovint els rituals serveixen per a aquest propòsit, per a reforçar l'ordre i les jerarquies. Però al mateix temps, el festival ofereix l'oportunitat de capgirar les condicions imperants en el procés quotidià: el festival té una capacitat de dissidència notable. | » |

## Obra publicada
- Festak, genero-harremanak eta feminismoa, UEU, 2016.[7]
- Sangre y resistencia. Políticas y culturas alternativas de la menstruación. Bellaterra Edicions, 2023. ISBN 978-84-19160-34-8[8]
- La antropología feminista como desafío.  Barcelona: Bellaterra, 2023. ISBN 978-84-19160-38-6. (amb Mari Luz Esteban)